# Stasys Matulaitis
Stasys Matulaitis (ur. 24 października 1866 w Stebuliškės, zm. 10 kwietnia 1956 w Wilnie) – litewski lekarz i działacz odrodzenia narodowego, następnie jeden z liderów Socjaldemokratycznej Partii Litwy. Od 1917 r. działał w partii bolszewickiej, następnie w Komunistycznej Partii Litwy. W latach 1927–1937 żył w ZSRR, pracując jako historyk. Poddany represjom w czasie wielkiego terroru, wrócił po II wojnie światowej na Litwę, już po jej wcieleniu do ZSRR i kontynuował pracę historyka. Nie godząc się na fałszowanie historii Litwinów w okresie stalinizmu, musiał odejść z pracy naukowej i spędził ostatnie lata w niemal całkowitym zapomnieniu.

## Życiorys

### Młodość i edukacja
Pochodził z chłopskiej rodziny z Suwalszczyzny. Miał młodszego brata Juozasa, który został farmaceutą i również brał udział w życiu społecznym Litwy.
Uczęszczał do szkoły podstawowej w Ludwinowie. Później, jako uczeń gimnazjum w Mariampolu, pod wpływem swojego nauczyciela Petrasa Kriaučiūnasa przyłączył się do ruchu na rzecz litewskiego odrodzenia narodowego. Wysyłał krótkie korespondencje do Aušry i kolportował nielegalną prasę litewską. Ukończył naukę w 1886 roku i wstąpił na Uniwersytet Moskiewski, na studia medyczne. W 1891 r. ukończył je, uzyskując dyplom lekarski. Wrócił na Litwę i praktykował jako lekarz kolejno na kowieńskiej Aleksocie (1891), w Jeznie (1892–1893), Balwierzyszkach (1893–1895), Wyłkowyszkach (1895) i Pilwiszkach (1895–1898).

### Litewskie odrodzenie narodowe

#### Redaktor gazety
Będąc studentem uniwersytetu, zaczął pisać artykuły dla pisma „Varpas” (Dzwon). Po powrocie na ziemie litewskie coraz bardziej angażował się w redagowanie i wydawanie pism „Varpas” i „Ūkininka”. Matulaitis pisał ostre, lewicowe artykuły, które nie podobały się bardziej konserwatywnym autorom i redaktorom. Mimo to w 1895 roku został redaktorem naczelnym obu czasopism i pełnił tę funkcję do 1897 roku. Za czasów Matulaitisa gazety stały się bardziej radykalne, krytykując zarówno reżim carski, jak i duchowieństwo katolickie, którego przedstawiciele odeszli z redakcji. Matulaitis nie tylko redagował gazety za darmo (poprzedni redaktor Jonas Kriaučiūnas otrzymywał wynagrodzenie w wysokości 50 rubli miesięcznie), ale także przekazywał z własnych oszczędności znaczne sumy na ich publikację (według Kazysa Griniusa około 950 rubli). Matulaitis napotykał na znaczne trudności w redagowaniu gazet, gdyż wobec carskiego zakazu publikowania w języku litewskim ukazywały się one w Tylży w Prusach Wschodnich i były do Rosji przemycane przez granicę. W 1897 r. Matulaitis został zmuszony do złożenia stanowiska redaktora naczelnego, po czym „Varpas” ponownie stał się pismem umiarkowanie demokratycznym, bez socjalistycznych akcentów.

#### Pisarz i krytyk literacki
W tym czasie Matulaitis próbował również swoich sił jako pisarz, poeta i publicysta. Opublikował dwa wiersze (1891–1892), dwa opowiadania (1893–1894) i dwie baśnie (1896). W latach 1897, 1900 i 1904 opublikował trzy satyry antyreligijne w formie oddzielnych broszur. Były to dzieła napisane w duchu realizmu. Historycy literatury nisko oceniają ich wartość artystyczną – teksty te odzwierciedlają natomiast poglądy polityczne autora i były jego głosem w debacie publicznej, wzywając do działania na rzecz lepszej przyszłości. Matulaitis opublikował również około dwudziestu artykułów krytycznoliterackich, dotyczących literatury litewskiej. Domagał się, aby literatura pełniła funkcję publiczną, odrzucał skupianie się wyłącznie na funkcjach estetycznych. Krytykował także Maironisa, Šatrijos Raganę i innych za to, że w ich dziełach stale przewijały się obrazy i symbolika religijna. Matulaitis tłumaczył także dzieła literatur obcych na język litewski. Najbardziej znanym z jego przekładów jest tłumaczenie powieści Spartakus Raffaello Giovagnolego (1904).
Pod wpływem pozytywizmu Matulaitis opublikował kilka przekładów prac popularnonaukowych, w tym podręczników chemii i geologii. Publikowanie tego typu tekstów edukacyjnych było powszechne wśród litewskich działaczy tamtego okresu. Zainteresował się również historią. W 1899 r. wydał broszury na temat poddaństwa oparte na pracach Kazimierza Kellesa-Krauza, w 1901 r. na temat rewolucji francuskiej, bazując na pracach François Migneta i Wilhelma Blosa, a w 1904 r. na temat starożytności klasycznej, opierając się na pracach Roberta Wippera. Opublikował dwie oryginalne prace na temat historii Litwy: o masakrze w Krożach w 1895 r. i o położeniu Litwinów pod władzą carów w 1897 r.

### Działacz polityczny
Matulaitis był również aktywny politycznie. Będąc studentem w Moskwie, zainteresował się socjalizmem. W 1891 roku napisał broszurę Kas yra, o kas bus (Co jest i co będzie), którą wydał w latach 1895 i 1904. Przetłumaczył prace Borisa Swiderskiego na temat pracy i kapitału (wydane w 1896 r.), teksty Carla Augusta Schramma na temat ekonomii politycznej (opublikowana w 1900 r.) oraz broszurę wyborczą Pająk i mucha Karla Liebknechta (opublikowana w 1903 i 1905 r.).
Matulaitis często odwiedzał Wilno i utrzymywał kontakty z działaczami socjalistycznymi Andriusem Domaševičiusem (Andrzejem Domaszewiczem) i Alfonsasem Moravskisem (Alfonsem Morawskim). Byli oni wśród pierwszych organizatorów socjalistycznego ruchu robotniczego na ziemiach litewskich. Wraz z innymi lewicowymi współpracownikami pisma „Varpas”, Kazysem Griniusem i Juozasem Bagdonasem, podjął decyzję o utworzeniu Socjaldemokratycznej Partii Litwy w 1895 roku. Była to pierwsza litewska partia polityczna.

### Zesłanie i służba wojskowa
W 1898 r. Matulaitis został zesłany w głąb Rosji w związku ze sprawą litewskiego towarzystwa Sietynas i procesem kolporterów litewskich książek. Przez trzy lata pracował jako lekarz w Sasykoli i Ust-Sysolsku. Po krótkich kursach medycznych w Petersburgu, Matulaitis powrócił do Pilwiszek w 1902 roku. Mimo ciągłego nadzoru policji podjął na nowo działalność publiczną: organizował lokalne sekcje Socjaldemokratycznej Partii Litwy, pisał artykuły do prasy socjaldemokratycznej (m.in. do „Darbininkų balsas”), oraz narodowej – nadal pisał dla pism „Varpas” i „Ūkininkas”. Jednakże działalność ta została przerwana w lutym 1904 roku przez wybuch wojny rosyjsko-japońskiej. Matulaitis został powołany do służby jako lekarz wojskowy i wysłany do Mandżurii.

### Działacz polityczny i społeczny w Wilnie
Po wojnie rosyjsko-japońskiej Matulaitis powrócił na Litwę jesienią 1905 roku. Krótko pracował jako lekarz w Kalwarii. W kwietniu 1906 roku Vladas Požela, jeden z liderów Partii Socjaldemokratycznej, przekonał go do przeprowadzki do Wilna, porzucenia dobrze płatnej pracy lekarza i podjęcia znacznie mniej dochodowej pracy na rzecz partii. W Wilnie Matulaitis redagował pierwszą legalnie wychodzącą gazetę partyjną. Nadal borykała się ona z carską cenzurą (spośród 32 numerów 11 zostało skonfiskowanych) i ostatecznie została zamknięta. Na krótko zastąpiło ją pismo „Skardas”. Gdy i ono w czerwcu 1907 r. zostało zlikwidowane, Matulaitis podjął pracę w redakcji „Vilniaus žinios” i pozostawał tam do 1909 r.
W tym czasie w ramach Socjaldemokratycznej Partii Litwy ukształtowały się dwie główne frakcje: federaliści i autonomiści. Autonomiści chcieli współpracować z Rosyjską Socjaldemokratyczną Partią Robotniczą przeciwko wspólnym wrogom, jakimi były monarchia i kapitalizm. Federaliści, a wśród nich Matulaitis, chcieli działać niezależnie zarówno od działaczy rosyjskich, jak i rewolucjonistów polskich. Rozczarowany niepowodzeniem rewolucji 1905 r. Matulaitis powrócił do medycyny i zaangażował się w inną pracę publiczną. Matulaitis działał w różnych stowarzyszeniach. W 1906 roku został prezesem wydawnictwa Šviesa założonego przez Povilasa Višinskisa. Firma działała do 1913 roku i wydała około 20 książek litewskich. Wraz z innymi założył stowarzyszenie charytatywne, które miało wspierać ubogie dzieci. Matulaits był jednym ze współzałożycieli Litewskiego Towarzystwa Naukowego i w kwietniu 1907 r. został wybrany wiceprzewodniczącym jego pierwszego zarządu. Wygłaszał także liczne wykłady popularne na temat medycyny, historii itp. Pracował nad historią Litwy napisaną z marksistowskiego punktu widzenia. Gotową pracę o tej tematyce wydano w Woroneżu w 1918 r., a wznowiono ją w Kownie w 1923 r. W swojej pracy skupiał się bardziej na przemianach społecznych i gospodarczych na Litwie, nie na sylwetkach władców.

### I wojna światowa i powrót do działalności politycznej
Po wybuchu I wojny światowej Matulaitis został ponownie powołany do służby jako lekarz wojskowy, najpierw w Wilnie, a następnie w Moskwie. Nadal angażował się w działalność litewskiej socjaldemokracji i był jednym z jej liderów w Moskwie. Jego aktywność polityczna wzrosła po rewolucji lutowej. W maju 1917 r. litewscy socjaldemokraci zagłosowali za przystąpieniem do Rosyjskiej Socjaldemokratycznej Partii Robotniczej (bolszewików). Jednakże Matulaitis, Petras Avižonis, Jurgis Smolskis i inni chcieli zachować dla swojej organizacji nazwę przypominającą o jej litewskim charakterze, za co zostali ostro skrytykowani przez Zigmasa Angarietisa i Vincasa Mickevičiusa-Kapsukasa (mieszkającego w Piotrogrodzie). Ci bez zastrzeżeń przyłączyli się do partii bolszewickiej i działali w litewskich sekcjach partii.
W czerwcu 1917 r. Matulaitis wziął udział w obradach Sejmu Piotrogrodzkiego – konferencji litewskich działaczy przebywających w Petersburgu, na której dyskutowano o przyszłości Litwy po wojnie. Sprzeciwił się uchwale wzywającej do pełnej niepodległości Litwy i poparł uchwałę pozostawiającą tę kwestię otwartą. Pod koniec 1917 roku Matulaitis, podobnie jak kilku innych Litwinów, został wybrany do rad dzielnicowych Dumy Miejskiej w Moskwie. W tym samym czasie Matulaitis wydawał i redagował czasopismo „Socialdemokratas”. Gazeta ta była w konflikcie z gazetą „Tiesa” (Prawda), prowadzoną przez Angarietisa i Kapsukasa w kwestii relacji z bolszewikami. Ostatecznie Matulaitis nie zdołał utrzymać swojej bardziej niezależnej pozycji i dołączył do Angarietisa i Kapsukasa. W styczniu 1918 r. został wybrany do Centralnego Biura Sekcji Litewskich partii bolszewickiej, a w kwietniu 1918 r. został współredaktorem „Tiesy”. Mimo to w późniejszej historiografii radzieckiej nie był uważany za „prawdziwego bolszewika”, ostro krytykowano go za błędy ideologiczne i poważne odstępstwa od ogólnej linii partii.

### Litwa międzywojenna
W 1918 r. Matulaitis powrócił na Litwę i zamieszkał w Wilnie. Został członkiem Komitetu Centralnego Komunistycznej Partii Litwy i Białorusi, nie objął jednak żadnego stanowiska we władzach Litewskiej Socjalistycznej Republiki Radzieckiej, proklamowanej w grudniu 1918 r. Pracował w szpitalu Czerwonego Krzyża, krótko redagował pismo „Tiesa” i pracował w socjalistycznej drukarni.
Dwa miesiące po zajęciu Wilna przez Polskę, w czerwcu 1919 r. Matulewicz został na krótko aresztowany . Zwolniony jesienią tego samego roku, osiadł w Wyłkowyszkach, gdzie został dyrektorem szpitala, a w 1921 roku został także wybrany do rady miejskiej. Nadal aktywnie angażował się w działalność Komunistycznej Partii Litwy, która w niepodległym państwie litewskim była nielegalna. W 1921 r. figurował jako prezes spółdzielczego wydawnictwa Šviesa – faktycznie jej działaniami kierował jego zięć, również działacz komunistyczny Karolis Požela. Firma została zamknięta przez litewską policję, a Matulaitisowi postawiono sześć zarzutów karnych dotyczących publikowania literatury komunistycznej.
W 1923 roku Matulaitis przeprowadził się do Mariampola, gdzie pracował jako lekarz i nauczyciel historii w Gimnazjum Realnym. Działał w lokalnym związku zawodowym, wygłaszał wykłady, był członkiem rady miejskiej. Został aresztowany 13 lutego 1925 r. i oskarżony o zorganizowanie buntu komunistycznego – twierdził potem, że policja podłożyła materiały wybuchowe znalezione przy nim. Zwolniono go za kaucją w maju 1925 r. Obawiając się kary więzienia, postanowił uciec do Związku Radzieckiego. Udał się do Rygi, gdzie konsulat radziecki zorganizował dla niego łotewski paszport na fałszywe nazwisko.

### Historyk. Życie w ZSRR
Po przybyciu do ZSRR początkowo wykładał historię Litwy na Komunistycznym Uniwersytecie Mniejszości Narodowych Zachodu i pracował jako lekarz, najpierw w Moskwie, a następnie w Leningradzie. W 1927 r. przeniósł się do Mińska, gdzie objął stanowisko kierownika katedry historii Litwy w Instytucie Kultury Białoruskiej (przekształconym w Białoruską Akademię Nauk).
W instytucie Matulaitis badał historię Litwy i opublikował dwie książki: Religija ir jos socialinė reikšmė (Religia i jej znaczenie społeczne) w 1931 i 1863 m. Lietuvoje I. Socialinis-ekonominis Lietuvos stovis prieš sukilimą (1863 na Litwie. Sytuacja społeczno-gospodarcza na Litwie przed powstaniem) w 1934 r. Za tę pracę otrzymał doktorat w dziedzinie historii i został wybrany pełnoprawnym członkiem Akademii Nauk. Napisał kilka innych prac, które pozostały nieopublikowane, w tym kolejne studium na temat powstania styczniowego, studia na temat handlu kupieckiego, reformacji na Litwie, wsi litewskich na Białorusi, walki klasowej w okresie odrodzenia narodowego na Litwie. Jednocześnie wydawał broszury popularnonaukowe i był jednym z redaktorów litewskojęzycznej gazety „Raudonasis artojas”. W gazecie Matulaitis opublikował artykuły krytykujące litewskich przywódców komunistycznych przebywających w Moskwie – Zigmasa Angarietisa i Vincasa Kapsukasa. Kapsukas z kolei oskarżył Matulaitisa o to, że ten nadal pielęgnuje drobnomieszczańskie ideały, nie jest prawdziwym bolszewikiem i popełnia błędy ideologiczne.
Podczas wielkiej czystki, w sierpniu 1937 r. Matulaitis został wydalony z partii komunistycznej, zaś w grudniu 1937 r. – aresztowany przez NKWD. Oskarżony o szpiegostwo, spędził niecałe dwa lata w więzieniu. W sierpniu 1939 roku został skazany na pięć lat zesłania. Został zesłany do Kaszyru w obwodzie pawłodarskim w Kazachstanie, gdzie do grudnia 1945 r. pracował w ambulatorium.

### Radziecka Litwa
Matulaitis powrócił na Litwę w grudniu 1946 roku. Miał już 80 lat i pobierał specjalną państwową emeryturę za wcześniejszą wieloletnią działalność w ruchu komunistycznym, ale nadal angażował się w życie publiczne. Dołączył do Litewskiego Instytutu Historycznego (część Litewskiej Akademii Nauk) i pisał prace na temat rewolucji rosyjskiej z 1905 r., litewskiej socjaldemokracji, litewskiego ruchu rewolucyjnego itp., lecz nie zostały one opublikowane. Jesienią 1948 roku rozpoczął wykłady na Uniwersytecie Wileńskim, na wydziale historii.
10 listopada 1950 roku podczas sesji w Akademii Nauk Matulaitis publicznie skrytykował Juozasa Žiugždę i jego broszurę o historycznej przyjaźni rosyjsko-litewskiej. Žiugžda był czołowym historykiem, który podjął się stworzenia oficjalnej historii Litwy zgodnie z zasadami historiografii marksistowskiej i narzucenia tych samych zasad innym historykom. Matulaitis zarzucił Žiugždzie, że popełnił wiele błędów, przedstawiając Litwinów jako naród umierający, który niczego nie osiągnął samodzielnie, a wszystko, co stworzył, zawdzięczał tylko Rosjanom. Za to Matulaitis spotkał się z powszechnymi atakami ze strony innych radzieckich historyków, którzy zarzucili mu hołdowanie nacjonalistycznym i reakcyjnym ideom. Został usunięty z Instytutu Historycznego 1 grudnia 1950 r. W swoim dzienniku Matulaitis przyznał, że nie nadawał się do pracy w instytucie, ponieważ nie potrafił fałszować historii tak, jak tego wymagali od niego funkcjonariusze partyjni.
Odsunięty od życia publicznego, Matulaitis żył w zapomnieniu na wileńskim Zwierzyńcu. Napisał wspomnienia, historię Socjaldemokratycznej Partii Litwy i inne teksty, w których otwarcie krytykował Stalina, Vincasa Kapsukasa i reżim panujący w ZSRR, który nazywał tyranią i niewolnictwem. Nadal uważał się za marksistę, ale nie krył rozczarowania bolszewizmem. Teksty te nie zostały opublikowane. Miał kłopoty finansowe (otrzymywał emeryturę w wysokości 660 rubli).
Został odznaczony Orderem Czerwonego Sztandaru Pracy. Zmarł 10 kwietnia 1956 w Wilnie. Został pośmiertnie zrehabilitowany przez Sąd Najwyższy Litewskiej SRR 20 maja 1957 r. W tym samym roku ukazały się jego wspomnienia, w których skupił się na swojej działalności w okresie, gdy władze carskie zdelegalizowały piśmiennictwo litewskie.

## Życie osobiste
W 1897 roku, tuż przed wyjazdem na trzyletnie zesłanie, Matulaitis poślubił Vilhelminę Mackevičiūtė (Wilhelminę Mackiewicz), z pochodzenia Polkę, zwolenniczkę walki Litwinów o wolność, która następnie zaangażowała się również, wspólnie z mężem, w działalność socjalistyczną i komunistyczną. Wilhelmina Mackiewicz była ciotką polskich pisarzy Józefa Mackiewicza i Stanisława Mackiewicza oraz litewskiej działaczki na rzecz praw kobiet Vincenty Matulaitytė-Lozoraitienė.
Małżeństwo Matulaitisa i Mackevičiūtė nie było do końca udane. Mimo to urodziło się w nim czworo dzieci: córki Kotryna, Aldona i Laima oraz syn Kestutis. Najstarsza Kotryna, zwana Katre (1900–1938) była również działaczką komunistyczną.